# Andrej Amalrik
Amalrik Alexejev Amalrik, född 12 maj 1938 i Moskva, död 12 november 1980 i Guadalajara, Spanien, var en sovjetisk historiker, författare och regimkritiker.
Amalrik förutspådde i sin essä Kommer Sovjetunionen att bestå till 1984? Sovjetunionens snara sönderfall, orsakad av militär konflikt med Kina och inre splittring. I Ofrivillig resa till Sibirien (1970) skildras en period i förvisning 1965-66. Amalirk var även aktiv inom den oppositionella grupp som verkade för att Helsingforsavtalet skulle efterlevas. Amalrik dömdes under 1960- och 1970-talet vid ett flertal tillfälle till fängelse och arbetsläger för antisovjetisk verksamhet, och tvingades 1976 i exil. Han fortsatte sitt politiska arbete i utlandet och omkom i en bilolycka i Spanien 1980. 